# Amédée Geoffrion
Amédée Geoffrion est un homme politique canadien. Il est né le 6 février 1867 et mort le 25 janvier 1935. Il est le député libéral de Verchères de 1908 à 1912. Il est aussi maire de Longueuil pendant la même période.
Le fonds d’archives des Familles Lescop et Geoffrion (P973) est conservé au centre BAnQ Vieux-Montréal de Bibliothèque et Archives nationales du Québec.